# Glossen (Löbau)
Glossen (obersorbisch Hłušina) ist ein Ortsteil der sächsischen Stadt Löbau im Landkreis Görlitz in der Oberlausitz. Der Ort liegt nordöstlich des Löbauer Stadtzentrums am Löbauer Wasser. Umgebende Ortsteile sind Lautitz im Norden, Kleinradmeritz im Südosten und Oppeln im Süden. Im Westen grenzt Glossen an den zu Weißenberg gehörenden Ort Nostitz.

## Geschichte

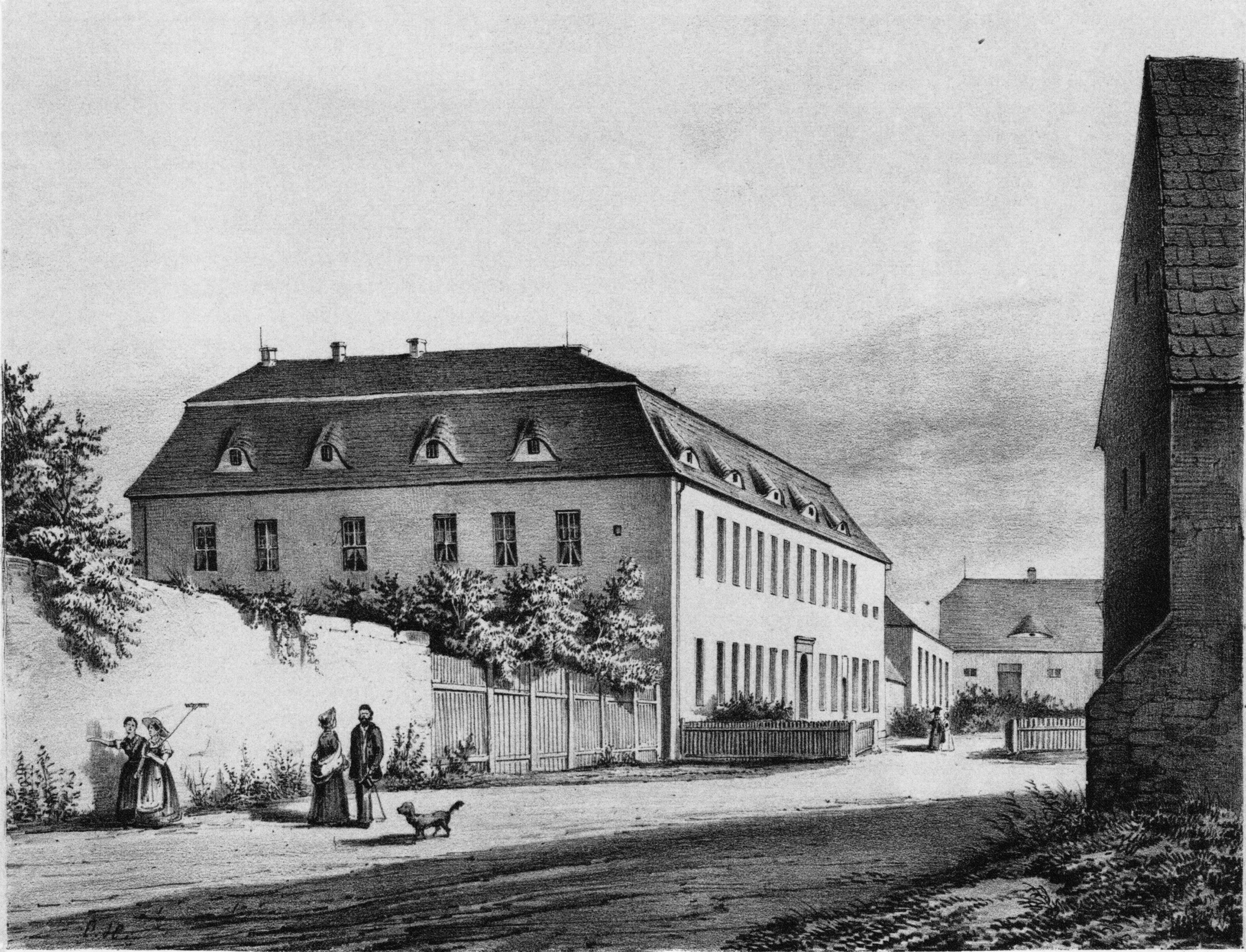
Rittergut Glossen im 19. Jahrhundert

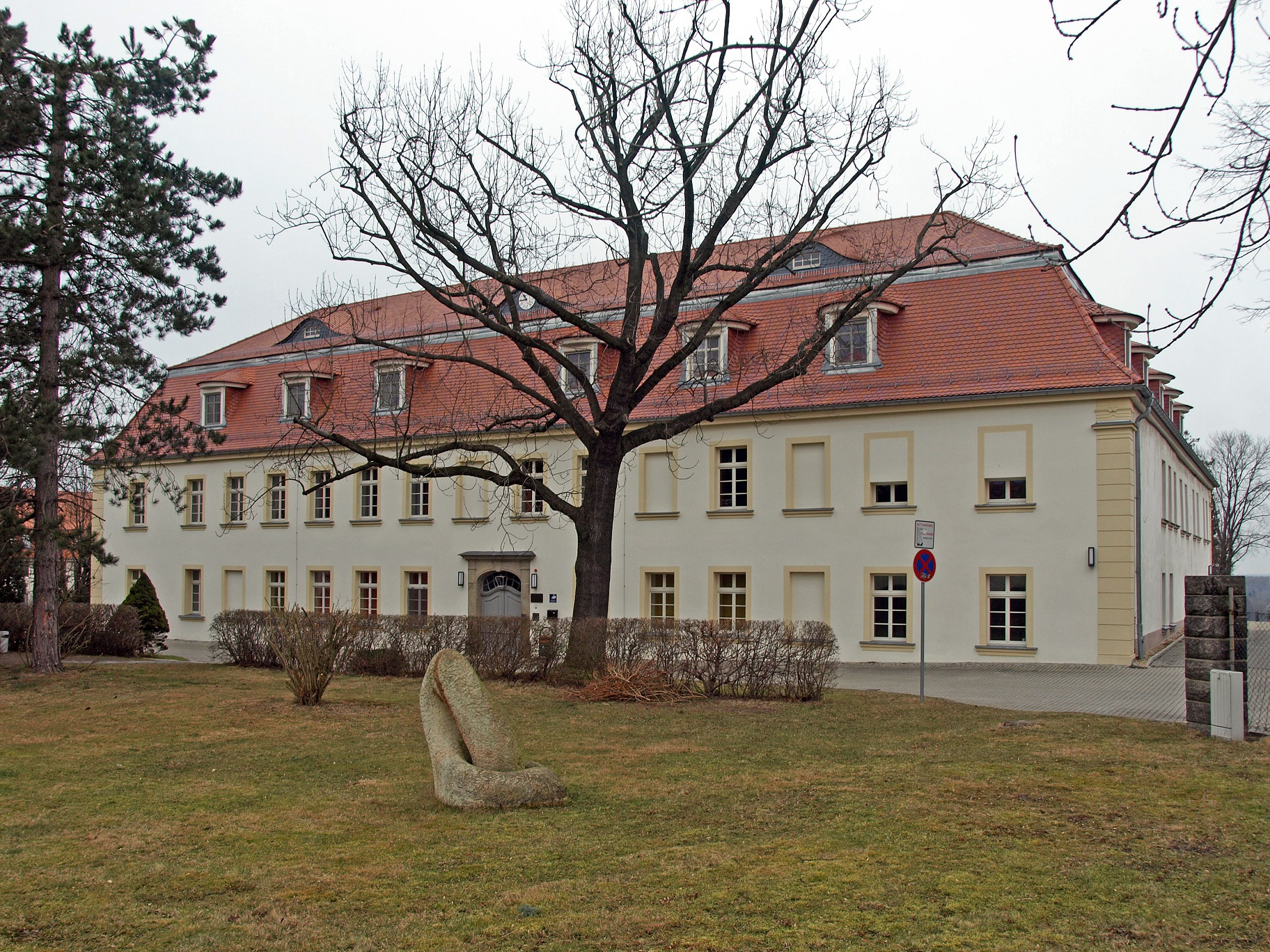
Schloss Glossen, 2015

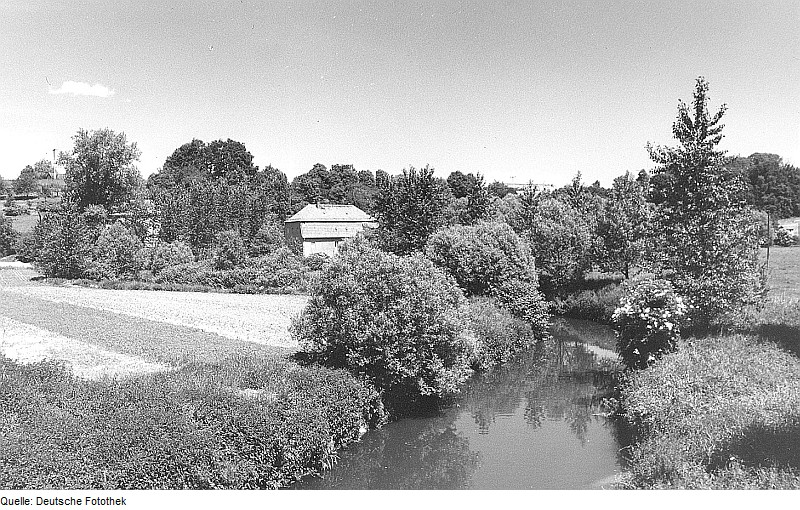
Herrschaftliche Wassermühle (später Elektrizitätswerk des Orts)

Glossen wurde im Jahr 1241 erstmals urkundlich als Glussina erwähnt, wobei der Ortsname wahrscheinlich vom altsorbischen glu´sína = Walddickicht abgeleitet wurde. Um 1440 gab es bereits einen Herrensitz, aus dem 1584 ein Rittergut hervorging. Diesem unterstand der größte Teil der Dorfflur, aber auch der zu Reichenbach gehörende Ort Goßwitz, die Siedlung Hasenberg und der östliche Teil von Mauschwitz. Im 18. Jahrhundert gab es in Glossen außerdem weitere drei Bauerngüter, sowie einige Kleinbauern und Häusler. Kirchlich war der Ort der Kirche bzw. Gemeinde im benachbarten Kittlitz zugeordnet, obwohl es auch in Glossen einst eine kleine Kapelle gegeben haben soll.
1688 entstand nach einem Brand das noch erhaltene Herrenhaus, genannt Schloss Glossen, das sich viele Jahre im Besitz der Adelsfamilie von Gersdorff befand. Der Ort lebte hauptsächlich von der Landwirtschaft und den Wirtschaftsbetrieben des Ritterguts, zu denen eine bereits 1467 erstmals genannte Mühle und eine Brennerei gehörten. Am 1. September 1879 erwarb die Mechanische Baumwoll-Weberei C. G. Hoffmann in Neugersdorf das Gut, und am 14. August 1882 wurde deren Mitinhaber Reinhold Hoffmann Alleinbesitzer. Seine Tochter und Erbin Martha war mit Bernd Freiherr von Lüdinghausen verheiratet, so dass nach dem Tod von Reinhold Hoffmann (1912) das Gut bis 1945 Eigentum der Familie von Lüdinghausen blieb.
Der Ort erhielt 1895 Anschluss an die Bahnstrecke Löbau–Weißenberg. Der Personen- und Güterverkehr dieser Bahnlinie wurde am 27. Mai 1972 eingestellt.
Im Zuge der Bodenreform wurde das Rittergut Glossen 1946 enteignet und dessen Flächen auf Bauern aufgeteilt. Im früheren Herrenhaus entstanden zunächst Unterkünfte für Umsiedler aus den ehemaligen deutschen Ostgebieten, später ein Schulungsheim des FDGB. Zwischen 1957 und 2015 diente es als Kinderkurheim und war Teil einer Rehabilitationsklinik für Psychosomatik und Psychomotorik.
Am 1. April 1974 wurde Glossen nach Lautitz eingemeindet und kam mit diesem zusammen am 1. März 1994 zur Gemeinde Kittlitz. Am 1. Januar 2003 erfolgte die Eingliederung in die Stadt Löbau, in der Glossen einen von 23 Ortsteilen bildet.

### Bevölkerungsentwicklung
| Jahr | Einwohner                               |
| ---- | --------------------------------------- |
| 1777 | 3 besessene Mann, 3 Gärtner, 10 Häusler |
| 1834 | 242                                     |
| 1871 | 289                                     |
| 1890 | 215                                     |
| 1910 | 281                                     |
| 1925 | 289                                     |
| 1939 | 226                                     |
| 1946 | 289                                     |
| 1950 | 331                                     |
| 1964 | 274                                     |

### Sprache
Bis ins frühe 20. Jahrhundert wurde in Glossen auch Sorbisch gesprochen. Arnošt Muka ermittelte 1884/1885 eine Einwohnerzahl von 240, darunter waren neben 219 Deutschen auch 21 Sorben (9 %). Diese sprachen den mittlerweile ausgestorbenen Löbauer Dialekt. Ernst Tschernik zählte 1956 nur noch sieben aktive Sprecher, darunter einen Jugendlichen.

## Ortsteil Hasenberg
Die kleine Siedlung wurde um 1600 angelegt und ist 1608 erstmals als Gütlein Hasenberg genannt, sie gehörte immer zu Kleinradmeritz. Die angrenzende Glossener Siedlung "Hasenberg" bestand ursprünglich nur aus drei einzelnen Häusern, die erst 1831–1833 vom Glossener Gutsbesitzer Schmaltz zum Bau genehmigt wurden. 1875 lebten hier 31 Einwohner (wohl Klein Radmeritzer Anteil). Gemeinsam mit Glossen kam Hasenberg 1974 zu Lautitz und wurde Teil von Löbau, wird jedoch amtlich nicht als eigener Stadtteil ausgewiesen.

## Persönlichkeiten
- Karl von Gersdorff (* 16. Februar 1765 in Glossen; † 15. September 1829 in Dresden), sächsischer Generalleutnant und Militärschriftsteller
- Reinhold Hoffmann (* 5. September 1847 in Neugersdorf; † 25. September 1912), Besitzer des Ritterguts Glossen, Mitinhaber der Neugersdorfer Buntweberei und Färberei C. G. Hoffmann und Abgeordneter des Deutschen Reichstags